# Paralichthys dentatus
A Paralichthys dentatus a csontos halak (Osteichthyes) főosztályának a sugarasúszójú halak (Actinopterygii) osztályába, ezen belül a lepényhalalakúak (Pleuronectiformes) rendjébe és a Paralichthyidae családjába tartozó faj.

## Előfordulása
A Paralichthys dentatus előfordulási területe az Atlanti-óceán északnyugati részén van, az Amerikai Egyesült Államokbeli Maine és Florida államok között. Ritkán a kanadai Új-Skócia nevű tartomány vizeibe is kiúszik.

## Megjelenése
Ez a hal legfeljebb 94 centiméter hosszú, de már 28 centiméteresen felnőttnek számít. A legnehezebb kifogott példány 12 kilogrammot nyomott.

## Életmódja
Mérsékelt övi, tengerfenéklakó halfaj, amely a nyílt tengerbe is kiúszik. 10-183 méteres mélységek között él, de általában 37 méternél mélyebbre nemigen hatol le. A felnőtt hal főleg a homokos és apró kavicsos, valamint a tengerifűvel benőtt fenéket kedveli, ahol elrejtőzhet ellenségei elől. Főleg az öblök, lagúnák és part menti szakaszok sekély vizű részeit választja élőhelyül. A legfőbb természetes ellensége a sötétcápa (Carcharhinus obscurus).
Legfeljebb 9 évig él.

## Felhasználása
A Paralichthys dentatus nevű halat ipari mértékben halásszák; a sporthorgászok is kedvelik. Frissen vagy fagyasztva árusítják; sokféleképpen elkészíthető. Nagy számban exportálják Japánba, ahol sashimit készítenek belőle.